# پژوهشگاه رویان
پژوهشگاه رویان که پیش‌تر با نام پژوهشکدهٔ رویان شناخته می‌شد، یک بنیاد پژوهشی ایرانی در حوزهٔ تحقیقات پزشکی دربارۀ تولیدمثل و همچنین تحقیقات زیست‌فناوری است که وابسته به جهاد دانشگاهی می‌باشد.

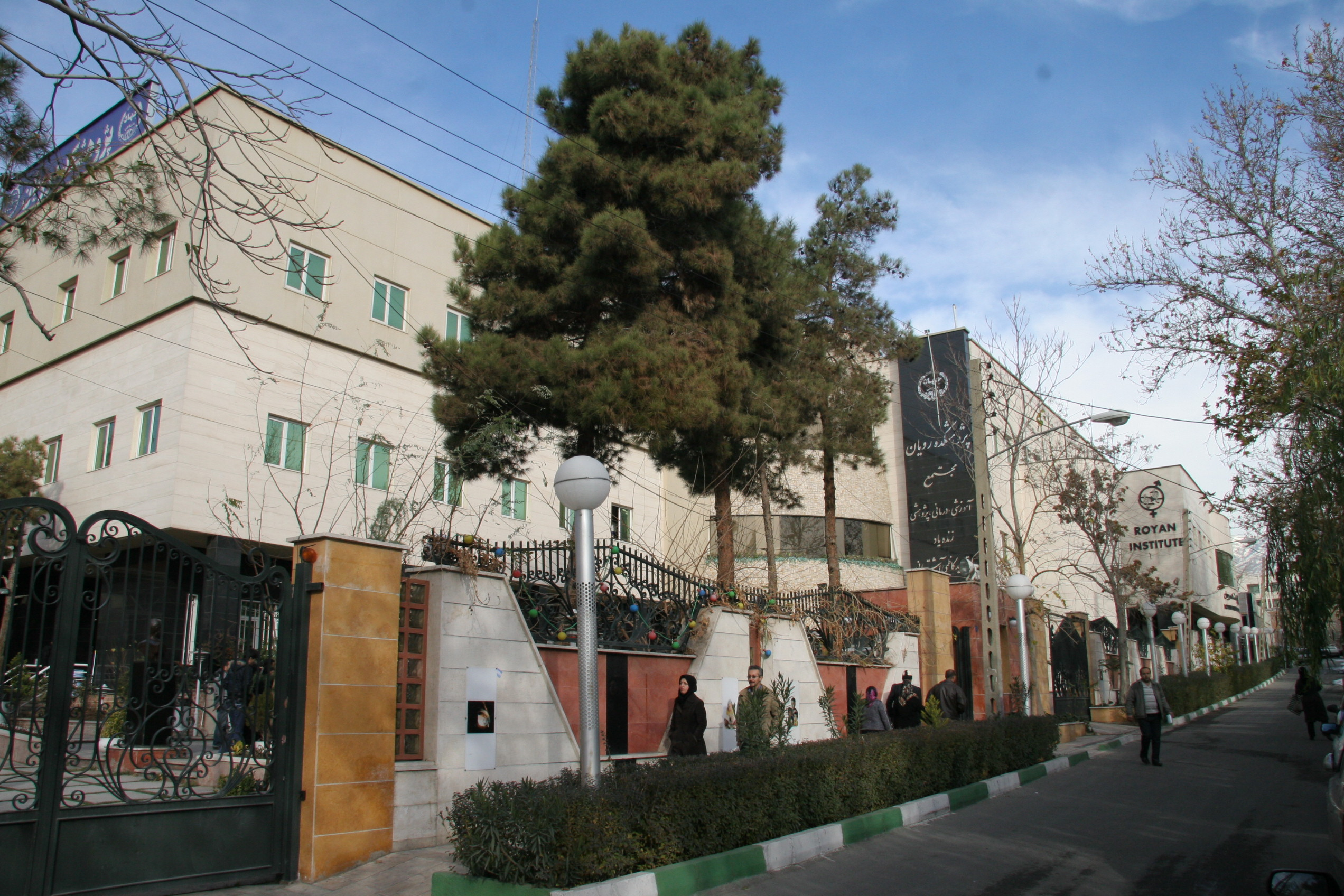
نمای خارجی پژوهشگاه رویان در تهران

## تاریخچه
پژوهشگاه رویان به‌عنوان یک مرکز جراحی محدود با هدف ارائهٔ خدمات درمانی به زوج‌های نابارور و پژوهش و آموزش در زمینهٔ علوم باروری و ناباروری توسط سعید کاظمی آشتیانی و گروهی از پژوهشگران و همکارانش در جهاد دانشگاهی علوم پزشکی ایران در ۸ خرداد ۱۳۷۰ تأسیس شد. پژوهشگاه رویان در سال‌های ۱۳۷۷ و ۱۳۸۷ به ترتیب مجوز مراکز تحقیقات علوم سلولی و مرکز تحقیقات پزشکی تولید مثل را از شورای گسترش دانشگاه‌های علوم پزشکی وزارت بهداشت، درمان و آموزش پزشکی دریافت کرد و در آبان ماه ۱۳۸۸ شورای گسترش آموزش عالی وزارت علوم، تحقیقات و فناوری با ارتقای آن از پژوهشکده به پژوهشگاه رویان موافقت کرد.
در حال حاضر این پژوهشگاه شامل سه پژوهشکده، سه مرکز درمانی و چندین شرکت دانش‌بنیان است که در حوزه‌های گوناگونی تمرکز کرده‌اند. پژوهشکدهٔ پزشکی تولیدمثل، و پژوهشکدهٔ سلول‌های بنیادی. در تهران و پژوهشکده زیست‌فناوری رویان در اصفهان واقع شده‌است.

## فعالیت‌های پژوهشگاه
این پژوهشگاه فعالیت‌های پژوهشی و آموزشی و نیز درمانی خود را در قالب سه پژوهشکده و سه مرکز خدمات تخصصی (مرکز درمان ناباروری، مرکز سلول درمانی و مرکز دیابت) انجام می‌دهد.
«پژوهشکدهٔ زیست‌شناسی و فناوری سلول‌های بنیادی رویان» در زمینهٔ طب پیوند با شناخت مبانی پایهٔ زیست‌شناسی سلول‌های بنیادی، توسعهٔ تحقیقات ترجمانی سلول‌های بنیادی روی حیوانات آزمایشگاهی «با همکاری تیم دامپزشکی» و انجام کارآزمایی‌های بالینی فعالیت دارد. این پژوهشکده شامل گروه‌های پژوهشی سلول‌های بنیادی و زیست‌شناسی تکوینی، فناوری نانو و زیست مواد، زیست پزشکی ترمیمی و سلول درمانی، زیست‌شناسی سامانه‌های مولکولی است.
«پژوهشکدهٔ زیست‌شناسی و پزشکی تولید مثل رویان» در زمینهٔ افزایش میزان باروری، سلامت جنین و بهبود سلامت جامعه از طریق تحقیق و درمان ناباروری در حوزه‌های مختلف تولید مثل فعالیت دارد. این پژوهشکده شامل گروه‌های پژوهشی ژنتیک تولید مثل، جنین‌شناسی، اپیدمیولوژی و سلامت باروری، اندوکرینولوژی و ناباروری زنان، آندرولوژی، تصویربرداری تولید مثل است.
«پژوهشکدهٔ زیست فناوری» بر تولید دام و محصولات وابستهٔ مرتبط با زیست فناوری در شهر اصفهان فعالیت دارد. پژوهشکده شامل گروه‌های پژوهشی مهندسی ژنتیک، زیست‌شناسی سلول جنسی و گروه زیست‌فناوری جانوری است.

## صنعتی‌سازی پژوهش‌ها

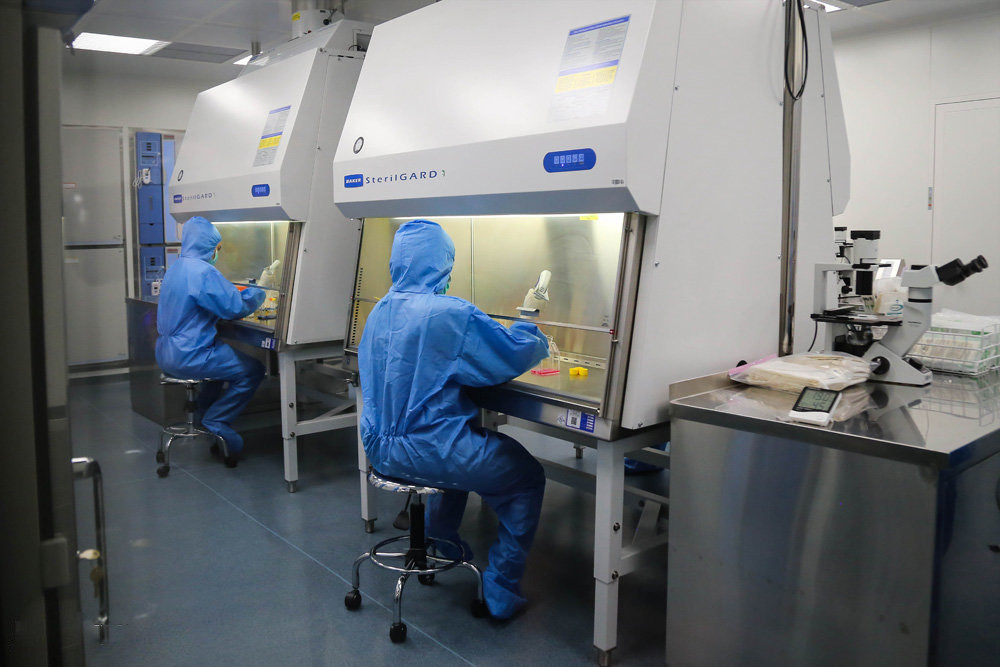
تصویری از محیط و پرسنل نخستین کارخانهٔ تولید سلول انسانی غرب آسیا در کارخانهٔ سل تک فارمد. شرکت سل تک فارمد در بهمن سال ۱۳۹۲ به عنوان نخستین شرکت دانش‌بنیان در حوزهٔ تولید صنعتی محصولات و فرآورده‌های سلولی تأسیس شد.

در ۲۵ اردیبهشت ۱۳۹۷ با حضور سید حسن قاضی‌زاده هاشمی وزیر بهداشت و اسحاق جهانگیری معاون اول رئیس‌جمهور نخستین کارخانهٔ تولید سلول‌های بنیادین در غرب آسیا (سل تک فارمد) افتتاح شد. این کارخانه زیرمجموعهٔ گروه دارویی برکت و پژوهشگاه رویان است و در حوزهٔ سلول‌های بنیادی، پزشکی بازساختی و طب ترمیم فعالیت دارد. شرکت سل تک فارمد در ۳۰ بهمن ۱۳۹۲ برای تأمین نیاز کشور به سلول درمانی، تأسیس شد و بنیانگذاران آن پژوهشگاه رویان و گروه دارویی برکت هستند.
خط تولید محصولاتی مانند منیوسل برای درمان حملهٔ قلبی، ریکالرسل برای درمان ویتیلیگو، رنیودرم سل به منظور درمان پیری پوست، اسکار و آکنه، لوپوس سل برای درمان پیری پوست، مزستروسل با هدف درمان آرتروز و دستروسل برای درمان GVHD در این شرکت وجود دارد. این شرکت در ۲۶ اردیبهشت ماه ۱۳۹۷ از برنامهٔ خود برای تولید ۱۴ سلول انسانی خبرداد  لازم است ذکر شود مرکز سل تراپی این مرکز نیز در ۶ آبان‌ماه ۹۷ به بهره‌برداری رسید. 
سبد محصولات دارویی شرکت سل تک فارمد به شرح جدول زیر است:
| ردیف | نام فرآورده | دستهٔ دارویی                 | توضیحات |
| ۱    | رنیودرم سل  | سلول درمانی چین و چروک صورت |         |
| ۲    | ریکالرسل    | سلول درمانی ویتیلیگو        |         |
| ۳    | مزستروسل    | سلول درمانی آرتروز          |         |
| ۴    | منیوسل      | سلول درمانی نارسایی قلبی    |         |